# Кудінов Юрій Олексійович
Юрій Олексійович Кудінов (нар. 10 травня 1975) — український футболіст і футзаліст, півзахисник та нападник. Крім футбольних клубів, у 1990-х роках виступав також у футзальних клубах Львова.

## Кар'єра гравця
Юрій Кудінов народився 10 травня 1975 року у Львові. Вихованець ДЮСШ «Карпати» (Львів). Перший тренер — І.К.Артимович.
Виступав за львівські футзальні клуби «Україна» (1994—1995), «Львівська пивоварня» (1997—1999) та «Гвардієць-Динамо» (1999—2000).
У великому футболі розпочав свою кар'єру в рідних «Карпатах», але в молоді роки так і не зміг дебютувати у складі головної команди львів'ян. Натомість в 1997 році дебютував за другу команду Карпат, яка на той час виступала в Другій лізі України. Потім перейшов до самбірського «Променю», який виступав на той час у перехідному турнірі. У складі клубу з Самбору в цьому турнірі відіграв 2 поєдинки та забив 1 м'яч. В 1999 році продовжив кар'єру у львівському Динамо, яке в той час виступало в Другій лізі України.
В 2000 році Юрій переїжджає до Кіровогрду, де продовжує виступи в місцевому клубі, «Зірка», який на той час виступав у Вищій лізі чемпіонату України, того року Кудінов зіграв у національному чемпіонаті 9 поєдинків, ще 4 поєдинки (1 гол) він відіграв у Кубку України, але не зміг допомогти кіровоградцям уникнути останнього місц в Прем'єр-лізі. Клуб вилетів до першої ліги, в якому вже в 2001 році Юрій Кудінов був основним гравцем та відіграв у складі команди в чемпіонаті 33 поєдинки та забив 6 м'ячів, ще 1 матч того сезон він відіграв у кубку України.
Наступним клубом Юія був криворізький «Кривбас», у складі якого він виступав з 2001 по 2003 роки. За цей час у складі головної команди криворожан у національному чемпіонаті він відіграв 63 матчі та забив 9 м'ячів, ще 8 матчів та 3 голи Юрій провів у кубку України. Крім головної команди «Кривбасу», виступав Кудінов й у складі другої команди криворожан, яка на тай час грала в другій лізі. Так у 2003 році у її складі він відіграв 4 поєдинки, в яких відзначився 3 голами.
В 2004 році Юрій Кудінов повертається до Львова, у складі яких він зіграв 9 матчів (забив 1 м'яч). Ще 2 матчі (1 гол) він відіграв за «Карпати-2». Цього ж року він переходить до ужгородського «Закарпаття», в якому грає до завершення календарного року. Наступний рік Юрій Олексійович провів вже у складі луганської «Зорі». За луганчан у чемпіонатах України він відіграв 30 матчів (8 голів).
У другій частині сезону 2005/06 років Юрій Кудінов переїдить до Олександрії, де розпочав свої виступи в складі місцевої команди, яка на той час виступала в Другій лізі чемпіонату України. Того сезону Юрій відіграв 14 матчів, чим допоміг клубу вийти до Першої ліги України. Сезон 2006/07 років Юрій також розпочав у складі олександрійців, але відігравши 2 поєдинку знову повернувся до Львова, цього разу до іншого першолігового колективу, ФК «Львову». У складі львів'ян він відіграв 15 матчів та забив 4 м'ячі.
В 2007 році Юрій продивжив свою кар'єру в Луганську, в складі місцевого друголігового «Комунальника». У складі луганчан він став переможцем другої ліги. Загалом у національних турнірах у футболці луганчан Юрій Кудінов відіграв 47 матчів та забив 28 м'ячів. Завершив кар'єру професійного футболіста Юрій у складі луцької «Волині», у футболці лучан він відіграв 8 поєдинків та забив 3 м'ячі.
Після завершення кар'єри професійного гравця Юрій продовжив виступи в аматорських футбольних клубах Львівської області: «Нафтуся» (2009—2010), «Кар'єр» (2011), «Карпати» (Кам'янка-Бузька) (2012, 2013), «Куликів» (2012), «Опір (Львів)» (2015).

## Досягнення
- Перша ліга чемпіонату України
  -  Чемпіон (1): 2005/06

- Друга ліга чемпіонату України (Група Б)
  -  Чемпіон (1): 2007/08

## Стиль гри
|  | Швидкий, різкий, маневрений, добре технічно підготовлений, гармонійно поєднує індивідуальні і колективні дії. За рахунок оригінальних і різноманітних обманних рухів нерідко обігравав декількох захисників у штрафному майданчику суперників. |